# 2010년 LG 트윈스 시즌
2010년 LG 트윈스 시즌은 LG 트윈스가 KBO 리그에 참가한 21번째 시즌이며, MBC 청룡 시절까지 합하면 29번째 시즌이다. 박종훈 감독이 팀을 이끈 첫 시즌으로, 박용택이 주장을 맡았다. 팀은 8팀 중 정규시즌 6위에 그쳐 8년 연속 포스트시즌 진출에 실패했다.

## 타이틀
- 광저우 아시안 게임 금메달: 봉중근
- 대륙간컵 국가대표: 박현준, 오지환
- KBO 골든글러브: 조인성 (포수)
- KBO 사랑의 골든글러브: 봉중근
- 한국갤럽 선정 가장 좋아하는 한국인 야구선수 8위: 봉중근
- 올스타 선발: 조인성 (포수), 이대형 (외야수)
- 올스타전 추천선수: 봉중근, 이동현, 정성훈, 오지환, 이진영
- 올스타전 우수수비상: 정성훈
- 컴투스프로야구2022 타이틀홀더 라인업: 조인성 (포수)
- 출장(타자): 조인성 (133)
- 타석: 이대형 (568)
- 타수: 이대형 (494)
- 도루: 이대형 (66)
- 고의4구: 조인성 (8)
- 출장(투수): 이상열 (76)
- 구원등판: 이상열 (76)
- 병살 유도: 봉중근 (21)
- 도루 저지: 조인성 (50)

### 퓨처스리그
- 퓨처스 올스타: 문선재, 윤진호, 황선일, 김준호

## 선수단
- 선발투수: 봉중근, 최성민, 김광삼, 박현준, 강철민, 이형종, 서승화, 심수창, 박명환, 곤잘레스, 더마트레
- 구원투수: 김광수, 이상열, 이동현, 오상민, 김기표, 박건우, 경헌호, 김선규, 정재복, 민경수, 최동환, 이재영, 류택현, 신정락, 배우열, 이범준
- 마무리투수: 오카모토, 유경국, 김지용, 한희
- 포수: 조인성, 김태군, 서성종
- 1루수: 이택근, 서동욱, 최동수, 박병호
- 2루수: 박경수, 김태완, 권용관, 정주현, 문선재
- 유격수: 오지환, 박용근, 윤진호
- 3루수: 정성훈, 이시찬, 백진우
- 좌익수: 이병규 (1983년)
- 중견수: 이대형
- 우익수: 이진영, 이병규 (1974년), 안치용, 김준호
- 지명타자: 박용택, 손인호, 황선일, 윤요섭

## 여담
- 홈구장인 서울종합운동장 야구장의 좌석 수를 기존 30500석에서 27000석으로 축소했다.
- 서승화는 이 시즌을 끝으로 은퇴하여, KBO 리그 역대 주포지션이 투수였던 선수 중 통산 최고 타자 WAR(0.14), 최다 득점(2), 최다 안타(3), 최다 2루타(2), 최다 장타(2) 기록을 세웠다.
- 박종호는 이 시즌을 끝으로 은퇴하여 KBO 리그 스위치 타자 통산 최고 WAR(36.15), 최다 타석(5901) 기록을 세웠다.
- 이 시즌은 KBO 리그 사상 15번째로 규정 타석을 채운 야수 전원이 WAR 양수를 기록한 시즌이다. 그 중 가장 WAR이 낮았던 정성훈은 WAR 0.53을 기록했다.
- 조인성은 단 2표 차이로 박경완을 제치고 포수 부문 골든글러브를 수상했다.